# Sigma SD14
«Сигма-Эс-Дэ-14» (англ. Sigma SD14) — цифровой зеркальный фотоаппарат японской компании «Сигма». Имеет крепление объективов Sigma SA. В отличие от большинства цифровых фотоаппаратов, которые обладают матрицами с байеровским фильтром, использует трёхслойную матрицу «фовеон». Кроп-фактор составляет 1,7. Матрица закрыта стеклом, которое выполняет роль инфракрасного фильтра и одновременно защищает от пыли; стекло может быть снято для инфракрасной съёмки.
Фотоаппарат анонсирован 26 сентября 2006 года на выставке «Photokina-2006» и после нескольких задержек был выпущен в продажу 6 марта 2007 года по цене 1200 долларов США (что на 400 долларов ниже, чем было анонсировано).
От предыдущей модели серии SD — SD10 — отличается матрицей с бо́льшим разрешением, увеличенным ЖК-экраном, возможностью записи снимков в формате JPEG. Новая система автофокусировки предлагает 5 датчиков (центральный — крестовой) вместо одного у SD10. Ощутимо уменьшились размеры корпуса и его масса. Вместо двойного питания от литиевых батарей и элементов AA используется литий-ионная аккумуляторная батарея. Выросла скорость серийной съёмки.
В сентябре 2008 года был анонсирован, а в июне 2010 года появился в продаже следующий фотоаппарат серии SD — Sigma SD15.

## Особенности
SD14 представляет собой классический зеркальный цифровой фотоаппарат без возможности съёмки видео и без функции предпросмотра в реальном времени.

### Механика

#### Корпус
Корпус изготовлен из пластика. Видоискатель — зеркальная пентапризма с полем зрения 98 % по горизонтали и по вертикали, с возможностью диоптрической коррекции в диапазоне от −3 до +1,5 дптр. Встроенная подъёмная вспышка имеет ведущее число 11 и угол охвата, соответствующий объективам с фокусным расстоянием от 17 мм.
Помимо стандартного для зеркальных фотоаппаратов диска выбора режимов съёмки, на верхней панели находится также диск выбора режимов работы затвора, совмещённый с выключателем. С помощью этого диска можно выбрать между покадровым и серийным режимами съёмки, автоспуском с задержкой 2 или 10 секунд, а также поднять зеркало и включить режим эксповилки.

#### Байонет
Фотоаппарат оснащён байонетным креплением Sigma SA и совместим с объективами производства «Сигмы», оснащёнными этим креплением. Поскольку байонет механически идентичен байонету K с уменьшенным рабочим отрезком, а протокол обмена информацией между фотоаппаратом и объективом построен на основе протокола системы Canon EF, возможны разные варианты использования других объективов с фотоаппаратом.
На SD14 можно устанавливать объективы с байонетом K и вести съёмку, фокусируясь и устанавливая диафрагму вручную. При этом следует избегать объективов с выступающими задними элементами, поскольку при фокусировке они могут повредить защитное стекло фотоаппарата.
Также возможна относительно несложная переделка фотоаппарата «Сигма» под байонет Canon EF либо объективов «Кэнон» под байонет Sigma SA, при этом сохраняются автофокусировка и управление диафрагмой, но не работает оптическая стабилизация.

#### Затвор
SD14 оснащён шторно-щелевым затвором с металлическими ламелями, движущимися в вертикальной плоскости. Все выдержки отрабатываются электронно, диапазон выдержек — от 1/4000 до 30 секунд, также имеется ручной режим. Синхронизация со вспышкой возможна с выдержкой 1/180 секунды и длиннее.
Ресурс затвора составляет 100.000 срабатываний.

#### Разъёмы и интерфейсы
Фотоаппарат использует карты памяти формата Compact Flash, поддерживаются мини-винчестеры Microdrive формата CF Type II.
В левой части корпуса под защитной крышкой находятся разъём USB 2.0, видеовыход и разъём для питания.

### Электроника

#### Матрица
В отличие от других производителей цифровых фотоаппаратов, которые используют матрицы с байеровским фильтром, «Сигма» применяет в своих фотоаппаратах матрицы с тремя светочувствительными слоями, фиксирующими интенсивность света в синей, зелёной и красной частях спектра. Это позволяет добиться большего фактического разрешения, однако усложняет обсчёт математики из-за нелинейных характеристик кремния фотоэлемента.
Матрица SD14 содержит 14,2 млн светочувствительных элементов (что, как и в случае с SD9, отражено в названии модели): 3 × 2652 × 1768. Однако максимальное разрешение снимков в формате RAW примерно соответствует количеству элементов в одном слове и составляет 2640 × 1760 пикселей, то есть 4,6 млн.
Чувствительность можно выбрать из ряда значений 100, 200, 400 и 800 ИСО. В расширенном режиме доступно значение 1600 ИСО, а после установки микропрограммы версии 1.05 или более поздней — также 50 ИСО.

#### Экспозамер
Датчик замера экспозиции — восьмисегментный, рабочий диапазон — от 1 до 20 EV (с объективом 50 мм 1:1,4 и чувствительностью 100 ИСО). Имеются три режима замера экспозиции: оценочный, центральный и усреднённый с приоритетом центральной области.

#### Автофокус
Пять датчиков автофокусировки методом измерения разницы фаз расположены в виде креста. Возможна фокусировка по одному из заранее выбранных датчиков или автоматический выбор. Центральный датчик является крестообразным, то есть чувствителен как к объектам, протяжённым в горизонтальной плоскости, так и к объектам в вертикальной плоскости.
Фотоаппарат имеет два режима автофокусировки: разовый и следящий.
Лампа подсветки автофокуса включается при недостаточном освещении (только при фокусировке по центральной точке или в режиме автоматического выбора датчика).

#### Экран
Расположенный на задней панели цветной жидкокристаллический дисплей имеет диагональ 2,5 дюйма и разрешение 150 тыс. пикселей, на верхней панели находится монохромный символьный дисплей с подсветкой для отображения оперативной информации.

## Комплект поставки
В Японии SD14 предлагался в версии без объектива и с объективом 18-50 mm F2.8-4.5 DC OS HSM.
Помимо фотоаппарата в комплект поставки входят:
- заглушка на байонет и наглазник;
- шейный ремень и заглушка на видоискатель;
- аккумуляторная батарея BP-21 и зарядное устройство BC21;
- USB-кабель и видеокабель;
- компакт-диск с ПО, инструкция и гарантийный талон.[2]

## Аксессуары
Фотоаппарат совместим с линейкой объективов и телеконвертеров «Сигма» с байонетом SA. Компания также выпускает вспышки для своих фотоаппаратов.
Батарейная ручка PG-21 может быть установлена для увеличения времени работы и удобства вертикальной съёмки. Она использует 4 литиевых элемента AA или двух литий-ионных аккумулятора BP-21.
Возможна работа с камерой с помощью беспроводного пульта дистанционного управления RS-31.
Сетевой адаптер SAC-2 позволяет питать фотоаппарат непосредственно от сети переменного тока.

## Микропрограмма
Микропрограмма может быть обновлена пользователем самостоятельно, для этого достаточно записать файл с новой версией на карту памяти, установить её в фотоаппарат и выполнить инструкцию по установке.
Всего было выпущено 8 обновлений микропрограммы, последнее — 1.08 от 7 августа 2008 года.